# 聖嬰現象
（直译：「男孩」）是指东太平洋海水每隔数年就会异常升温的现象，它与中太平洋和东太平洋（约在国际日期变更线及西经120度）赤道位置产生的暖流有关（包括南美洲太平洋沿岸地区）。
厄尔尼诺现象為“东太平洋升温阶段”，周期可持续二到七年（通常接近四年），此期西太平洋的气压较高、东太平洋的气压较低，降雨多发生在9至11月期间。与厄尔尼诺现象相對的“东太平洋降温阶段”的现象，称为拉尼娜现象，此期东太平洋的海面温度低于平均值、西太平洋的气压较低、东太平洋的气压较高。近代則將上述兩現象以及南方震盪現象合併稱為厄尔尼诺-南方涛动现象，其是指热带中太平洋和东太平洋赤道位置上大气与海洋间交互作用发生变化，海面温度发生高低温循环。
包括厄尔尼诺现象及拉尼娜现象在内的厄尔尼诺-南方涛动现象会造成全球性的气温及降水变化。例如当厄尔尼诺现象发生时，南美洲地区会出现暴雨，而东南亚、澳大利亚则出现干旱。依赖农业和渔业的国家，特别是太平洋附近的发展中国家，通常受影响最大。
厄尔尼诺·德·纳维达德（西班牙语：El Niño de Navidad）这一名称出现在几个世纪前，因为南美太平洋的变暖时期通常都在圣诞节附近，当时秘鲁渔民聯想到耶穌基督，所以以“新生的耶稣（即圣婴）”命名了此氣候现象。

## 介紹
秘鲁、厄瓜多尔一帶的漁民用以西班牙語稱呼此種異常氣候為「El Niño」（音譯：厄爾尼諾）意為「小男孩」或「聖嬰」，因為此種氣候現象通常發生於聖誕節前後。而相反的現象稱為「La Niña」（拉尼娜）意為「小女孩」，或譯作「反聖嬰現象」。
厄尔尼诺现象是因為西太平洋的高氣壓及東太平洋的低氣壓所造成。當太平洋上空的沃克環流變弱時，東太平洋的東風減弱，無法把表層較暖的海水吹到西太平洋，造成東太平洋的東部與中部海水變暖，當熱帶海洋的海水溫度異常地持續變暖，將會使得全球氣候發生變化，其中會使得西太平洋地區乾旱而東太平洋地區又降雨量過多。其發生的頻率並不規則，但平均約每2-7年發生一次。基本上，如果此現象持續少於五個月，會稱為厄爾尼諾現象；如果持續期是五個月或以上，便會稱為厄爾尼諾事件。
當聖嬰現象發生的時候，東太平洋沿岸因為東風減弱，原本表層往西流的較暖海水也減弱，底層較冷的往上升海水稱湧升流，湧升流也減少往上遞補，使得底層較營養的海水無法被帶到表層提供浮游植物營養，浮游植物減少間接導致漁民的漁獲減少。

## 发生
從1900年到2024年之間的厄尔尼诺现象
一般認為厄尔尼诺现象已出現了幾千年，厄尔尼诺现象也可能影響了古印加帝國，因此印加王國用活人來獻祭，設法減緩雨勢。
自1900年以来，至少发生了30起厄尔尼诺事件。其中1982-1983年、1997–1998年和2014–2016年为有记载最为强烈的事件。
依紀錄來看，厄尔尼诺现象在以下這段時間的影響比較大：1790–1793年、1828年、1876–1878年、1891年、1925–1926年、1972–1973年、1982–1983年、1997–1998年、2014–2016年、2018-2019年、2023-2024年
。
随着近代數值模擬進步，大氣模型及海洋模型的結合的氣候模型，在不作任何調整下模型也能自由的形成聖嬰-南方振盪現象，表示了此現象是地球上海洋與大氣結合的自然變化。

## 延伸閱讀
- Caviedes, César N. . Gainesville: University of Florida Press. 2001. ISBN 0-8130-2099-9.
- Fagan, Brian M. . New York: Basic Books. 1999. ISBN 0-7126-6478-5.
- Glantz, Michael H. . Cambridge: Cambridge University Press. 2001. ISBN 0-521-78672-X.
- Philander, S. George. . San Diego: Academic Press. 1990. ISBN 0-12-553235-0.
- Kuenzer, C.; Zhao, D.; Scipal, K.; Sabel, D.; Naeimi, V.; Bartalis, Z.; Hasenauer, S.; Mehl, H.; Dech, S.; Waganer, W. . Applied Geography. 2009, 29 (4): 463–477. doi:10.1016/j.apgeog.2009.04.004.
- Li, J.; Xie, S.-P.; Cook, E.R.; Morales, M.; Christie, D.; Johnson, N.; Chen, F.; d’Arrigo, R.; Fowler, A.; Gou, X.; Fang, K. . Nature Climate Change. 2013, 3 (9): 822–826. Bibcode:2013NatCC...3..822L. doi:10.1038/nclimate1936.

## 相關
- 厄爾尼諾-南方振盪現象
- 反聖嬰现象
- 北極振盪
- 本格拉寒流
- 印度洋海溫偶極事件
- 太平洋十年涛动
- 北大西洋振盪
- 多變異ENSO指標（英语：Multivariate ENSO index）
- 1997年至1998年聖嬰現象（英语：1997–1998 El Niño Event）

## 外部連結
- NOAA El Niño & La Niña (El Niño-Southern Oscillation) （页面存档备份，存于）
- FAO response to El Niño （页面存档备份，存于）
- Latest El Niño/La Niña Watch Data （页面存档备份，存于） from NASA JPL's Ocean Surface Topography Mission
- El Niño and La Niña from the 1999 International Red Cross World Disasters Report （页面存档备份，存于） by Eric J. Lyman.
- Ocean Motion: El Niño （页面存档备份，存于）
- What is El Niño? （页面存档备份，存于）
- Kelvin Wave Renews El Niño — NASA, Earth Observatory image of the day, 2010, 21 March （页面存档备份，存于）